# رالي سردينيا
رالي إيطاليا سردينيا (بالإيطالية: Rally di Sardegna)‏ هو سباق رالي في ألغيرو، سردينيا. يقام على طرق جبلية ضيقة ووعرة حول بلدة ألغيرو أو أولبيا. 

## سجل السائقين الفائزين
قائمة سجل السائقين والمصنعين الأكثر فوزا
| مرات فوز | السائق           |
| -------- | ---------------- |
| 4        | سيباستيان لوب    |
| 4        | سيباستيان أوجييه |
| 2        | نوفيل تييري      |
| 2        | داني سوردو       |
| 2        | أوت تاناك        |

| مرات فوز | المصنع     |
| -------- | ---------- |
| 5        | سيتروين    |
| 5        | هيونداي    |
| 3        | فورد       |
| 3        | فولكس فاجن |